# Harry Ashton-Wolfe
Harry Ashton-Wolfe (* 1881 in London; † Juli 1959 in Sussex) war ein britischer Schriftsteller.

## Leben
Die Biographie Harry Ashton-Wolfes lässt sich nicht verlässlich rekonstruieren, da er bemüht war, seine eigene Legende aufzubauen und möglichst eindrucksvoll auszuschmücken. Seinen eigenen Angaben zufolge wurde er als Sohn eines nach New Mexico ausgewanderten schottischen Arztes und einer Amerikanerin halb schottischer, halb spanischer Herkunft während eines Aufenthalts seiner Eltern in England geboren, sei jedoch vorwiegend in Arizona und Colorado aufgewachsen. Später habe er ein Internat in Cannes besucht und anschließend an der Universität Heidelberg studiert, wodurch er mehrere Sprachen beherrschte.
Ashton-Wolfe gab an, durch Zufall Gelegenheit gehabt zu haben, einen Agenten der Sûreté bei der Enttarnung eines Kriminellen an der Spielbank Monte-Carlo zu unterstützen, wodurch sein Interesse an der Verbrechensbekämpfung geweckt worden sei. Er habe sich erfolgreich in Paris als Assistent bei Alphonse Bertillon beworben und in dieser Funktion an der Aufklärung zahlreicher bemerkenswerter Kriminalfälle mitgewirkt. Während des Ersten Weltkriegs war er seinen Behauptungen zufolge als britischer Spion in Belgien aktiv.
In den 1920er Jahren war Ashton-Wolfe aufgrund seiner Fremdsprachenkenntnisse in Großbritannien als Übersetzer bei Gerichtsverfahren tätig; dabei handelt es sich um einen der wenigen verifizierbaren Punkte seiner Biographie. In dieser Zeit begann er auch seine schriftstellerische Tätigkeit. In seinen Büchern, die unter dem Namen H. Ashton-Wolfe veröffentlicht wurden, präsentierte er Schilderungen aufsehenerregender Verbrechen, oftmals begangen von exotisch anmutenden Verbrechergenies, die er als Tatsachenberichte darstellte und an deren Aufklärung er oftmals zentralen Anteil gehabt zu haben vorgab. Tatsächlich handelte es sich jedoch um fiktionale Konstrukte, oftmals mit plagiatorischen Zügen.
Ashton-Wolfes Bücher wurden Bestseller. Aufgrund ihrer großen Popularität erwarb 1932 David O. Selznick für RKO Pictures die Rechte an Ashton-Wolfes Berichten über seine angeblichen Erlebnisse bei der Sûreté, um auf ihrer Grundlage eine Filmreihe zu produzieren. Die Rechtsabteilung von RKO stellte bei Nachforschungen jedoch fest, dass die angeblichen Tatsachenberichte voller offenkundiger Unwahrheiten waren, so dass schließlich nur ein einziger Film,  Secrets of the French Police, entstand, der zudem nur in Teilen auf Ashton-Wolfes Werk beruhte.
Auch das Publikumsinteresse an seinen Büchern ließ erheblich nach, er schrieb jedoch weiterhin. Ashton-Wolfe verlegte seinen Wohnsitz nach Sanremo, wo er nach Ausbruch des Zweiten Weltkriegs 1940 als feindlicher Ausländer von den italienischen Behörden interniert wurde. Nach der Invasion Italiens durch die Alliierten wurde er 1943 befreit und gab im Januar 1944 der Times eine Schilderung seiner Gefangenschaft. Nach Kriegsende hat er bis zu seinem Tod 1959 keine neuen Arbeiten mehr publiziert.

## Werke (Auswahl)
- The Underworld – A series of reminiscences and adventures in many lands. Hurst & Blackett, 1925
- Outlaws of Modern Days. Cassell & Co, 1927
- Warped in the Making – Crimes of love and hate. Hurst & Blackett, 1928
- The Invisible Web. Strange tales of the French Sûreté. Hurst & Blackett, 1928
- The Thrill of Evil. Hurst & Blackett, 1928
- The Forgotten Clue – Tales and methods of the Sûreté. Hurst & Blackett, 1929
- True Stories of Immortal Crimes. Hurst & Blackett, 1930
- Further Tales of Immortal Crimes. Hurst & Blackett, 1931
- Strange Crimes, culled from the archives of the Paris Sûreté. Hurst & Blackett, 1932